# Hitlerjunge Quex
Hitlerjunge Quex (sottotitolo: Ein Film vom Opfergeist der deutschen Jugend) è un film del 1933 diretto da Hans Steinhoff. Tratto dal romanzo di Karl Aloys Schenzinger, è un film di propaganda su un giovanissimo aderente al partito nazionalsocialista che, mentre sta distribuendo dei volantini, viene colpito e ucciso in un quartiere comunista.

## Trama
Heini Völker è un adolescente che vive in povertà con sua madre e suo padre. Il padre di Heini, un veterano della Grande Guerra, è un sostenitore disoccupato del Partito Comunista. L'organizzatore della sezione comunista locale, un uomo di nome Stoppel, fa amicizia con Heini e lo invita a una gita in campagna, promettendogli nuoto, campeggio e giochi. Heini accetta e il giorno successivo si presenta puntualmente alla stazione ferroviaria. C'è anche un gruppo di ragazzi della Gioventù hitleriana, che prende lo stesso treno.
Quando i comunisti arrivano al loro campo, si fuma, si beve e si balla. Ragazzi e ragazze giocano a carte, a differenza dei giochi che Heini si aspettava. Heini non si sente il benvenuto e se ne va. In un'altra parte della foresta, Heini incontra la Gioventù hitleriana accampata vicino a un lago dove stanno tenendo un falò di mezza estate. Heini li osserva da lontano, ma viene catturato da loro e portato nel campo, ma riconoscono che aveva viaggiato con i comunisti, e quindi mandano via anche lui. Heini li vede fare tutte le cose a cui sperava di partecipare, cioè campeggiare e nuotare. È innamorato del loro canto. Al mattino, Heini osserva le attività mattutine della Gioventù hitleriana, ma Stoppel viene a cercarlo. Si nasconde da Stoppel e invece riceve un passaggio in città da uno sconosciuto. Quando Heini torna a casa sua, racconta a sua madre della Gioventù hitleriana e le canta una delle loro canzoni, ma suo padre la sente e lo picchia per questo.
Heini vuole unirsi alla Gioventù hitleriana e visita la casa di uno dei membri, promettendo di venire all'inaugurazione della loro nuova sede. Tuttavia arriva tardi, proprio mentre i comunisti stanno attaccando i membri della Gioventù hitleriana. Anche se non ha nulla a che fare con l'aggressione, è tra gli arrestati dalla polizia. La polizia arresta alcuni giovani hitleriani, ma nessun comunista. Quando la polizia lo lascia andare, viene riconosciuto dai membri della Gioventù hitleriana, che lo accusano di collusione con i comunisti durante l'attentato.
Stoppel è colpito dal fatto che Heini non abbia detto alla polizia che sono stati i comunisti a scatenare il putiferio. Gli confida che i comunisti intendono attaccare la Gioventù hitleriana più tardi quel giorno, ma Heini è sconvolto e minaccia di dire alla Gioventù hitleriana dell'attacco. Tenta di avvertire Ulla telefonicamente, ma Fritz respinge la questione. Heini informa anche la polizia, ma neanche loro gli credono. Alla fine, Ulla sembra aver convinto Fritz a fare qualcosa, mentre il deposito di armi dei comunisti viene fatto saltare in aria.
Stoppel si rende conto che Heini deve aver avvertito la Gioventù hitleriana, e va a casa di Heini e fa capire a sua madre che lo ucciderà. Tuttavia, in seguito Stoppel cambia idea e ordina ai comunisti di non reagire contro Heini. La madre di Heini è così sconvolta che decide di uccidere se stessa e suo figlio chiudendo le finestre e lasciando il gas aperto nel loro appartamento di notte. Resta uccisa, ma Heini sopravvive.
Il padre di Heini incontra il leader delle truppe della Gioventù hitleriana, Kass, quando entrambi gli uomini vanno a trovare Heini all'ospedale. È qui che il padre di Heini rivela che è stato ferito in guerra e che questo è il motivo per cui non poteva lavorare. Kass tenta di convincere il padre di Heini ad unirsi ai nazisti. Heini decide di trasferirsi in un ostello gestito dalla Gioventù hitleriana, dove scopre con sgomento che non tutti i membri hanno valori morali così elevati come aveva pensato. Lo chiamano Quex, originariamente come insulto, abbreviazione di "Quecksilber" ("argento vivo").
Il leader della Gioventù hitleriana si guarda bene dal mandare Heini nel quartiere dove vivono i comunisti, ma scopre dove si trovano. Stoppel cerca Heini per strada e cerca di convincerlo a tornare dai comunisti. Heini rifiuta e Stoppel lo avverte di non tornare nel distretto comunista. Un giorno, un membro della Gioventù hitleriana viene picchiato dai comunisti mentre affigge manifesti, e Heini convince il suo leader a permettergli di visitare il quartiere comunista per distribuire volantini. Tuttavia, il suo compagno della Gioventù hitleriana Grundler è stato accolto dalla ragazza comunista Gerda e getta tutti i volantini nel fiume. Heini si offre quindi di ristampare tutti i manifesti durante la notte e di affiggerli prima del mattino. I comunisti ne vengono a conoscenza, lo inseguono e lo pugnalano. La Gioventù hitleriana lo trova disteso a faccia in giù, morente.

## Produzione
Il film fu prodotto dall'Universum Film (UFA). La sceneggiatura fu scritta da Bobby E. Lüthge e Karl Aloys Schenzinger, l'autore del romanzo. Prodotto da Karl Ritter, fu supportato finanziariamente dal partito nazista e costò circa 320,000 reichsmark sotto l'egida di Baldur von Schirach. Questi scrisse anche il testo della marcia Vorwärts! Vorwärts! schmettern die hellen Fanfaren, meglio conosciuta per il suo ritornello, Unsere Fahne flattert uns voran, utilizzando una melodia esistente di Hans-Otto Borgmann, autore della colonna sonora. Il regista fu Hans Steinhoff. Per l'adattamento cinematografico, il sottotitolo Ein Film vom Opfergeist der deutschen Jugend ("Un film sullo spirito di sacrifico della gioventù tedesca") fu aggiunto al titolo del romanzo.

## Distribuzione
Distribuito dalla Transit Film, uscì nelle sale cinematografiche tedesche il 19 settembre dopo una prima tenuta a Monaco di Baviera l'11 settembre 1933. Negli Stati Uniti d'America debuttò il 6 luglio 1934 presso lo Yorkville Theatre sull'Upper East Side di Manhattan con il titolo Our Flag Leads Us Forward e nel marzo 1942 a Parigi come Le jeune hitlérien.

## Tematiche
Un personaggio ricorrente nel film è l'artista di strada comunista. Egli ripete "per certe persone le cose vanno bene... ma per George mai". Il messaggio sottinteso è che la vita in Germania può migliorare per chiunque altro, ma per il lavoratore, George, la vita non migliorerà fino a quando resterà membro del partito comunista. Tuttavia, il film non è del tutto negativo nei confronti dei comunisti. Il padre di Heini, sebbene sia un violento alcolizzato, è diventato comunista a causa della sua (e della classe operaia) condizione disperata. In una scena, la sua argomentazione a favore della presenza di suo figlio con lui ruota attorno alle sue sofferenze durante la guerra e alla sua disoccupazione. Stoppel, il comunista che invita Heini al raduno della gioventù bolscevica, pur dicendo che egli deve essere eliminato, non prende parte alla sua uccisione, avendo Quex fatto una forte impressione su di lui.
Il personaggio di Wilde è interpretato da Karl Meixner, del quale Jay Baird disse che sembrava "una versione nazista dell'incarnazione della volontà di distruzione del bolscevismo giudaico".

## Accoglienza
Adolf Hitler, Rudolf Hess, Joseph Goebbels ed altri alti funzionari nazisti presenziarono alla prima del film svoltasi a Monaco di Baviera. Goebbels così si espresse sul film dopo la visione: «Se Hitlerjunge Quex rappresenta il primo tentativo su larga scala di illustrare le idee e il mondo del Nazionalsocialismo attraverso l'arte cinematografica, allora bisogna dire che questo tentativo, date le possibilità offerte dalla tecnologia moderna, è un vero e proprio successo». Al gennaio 1934 il film era stato visto da un milione di persone.
Attualmente Hitlerjunge Quex è classificato in Germania come Vorbehaltsfilm ("pellicola condizionale"), il che significa che è illegale mostrarlo al di fuori di eventi educativi privati sotto la guida di un esperto.

## Curiosità
Hitlerjunge Quex era il soprannome beffardo negli ambienti ufficiali della Reichswehr per il ministro del Reich Werner von Blomberg, che era molto solerte e compiacente con Hitler.
Si diceva che il "leader della gioventù del Reich tedesco" Baldur von Schirach avesse rapporti omosessuali con alcuni membri della Gioventù hitleriana, in particolare con Jürgen Ohlsen. Le voci erano così forti che si dice che il verbo derivato "quexen" come sinonimo per "impegnarsi in attività omosessuali" fosse in uso nella Hitler-Jugend intorno al 1933-1934.
Il titolo del film ispirò il nome della rivista neofascista clandestina Quex, legata ai Nuclei Armati Rivoluzionari, ispirata al pensiero di Julius Evola e Franco Freda e fondata dai terroristi di estrema destra Fabrizio Zani, Mario Tuti, Edgardo Bonazzi e Angelo Izzo, pubblicata dal 1978 al 1981.
Nel 1987 la rivista mensile estremista di destra Nation und Europa descrisse gli skinhead come "i Quex di oggi".